# Mark Robinson (militaire)
Pour les articles homonymes, voir Mark Robinson et Robinson.
Mark Robinson (25 avril 1722, Angleterre – 23 novembre 1799, Bath) est un officier britannique de la Royal Navy.
Entré dans la marine à l'âge de 14 ans (1736), il passa son examen de lieutenance le 14 mai 1747, après avoir été promu au grade de quatrième lieutenant du HMS Vigilante le 30 mars 1746. Après avoir servi comme lieutenant sur plusieurs navires, Mark Robinson a été promu capitaine du 70 canons HMS Vanguard le 13 août 1760. Dans le milieu des années 1770, il a été capitaine du 64 canons HMS Worcester.
Du 8 octobre 1776 à avril 1777, Horatio Nelson fut sous ses ordres en tant que quatrième lieutenant.
Au cours de la Guerre d'indépendance des États-Unis, il a participé à plusieurs actions contre la flotte française. En tant que capitaine du Worcester, il a participé à bataille d'Ouessant le 27 juillet 1778. Le Worcester a été fortement engagé dans la division arrière, laquelle était sous le commandement de Hugh Palliser. Ensuite, Robinson a été nommé capitaine du HMS Shrewsbury en mars 1779. Il a participé à la bataille de la Martinique le 17 avril 1780 sous la direction de Samuel Hood.
Il se distingua à la bataille de la baie de Chesapeake le 5 septembre 1781. Dans le cadre de l'engagement, le Shrewsbury eut quatorze hommes tués et cinquante-deux blessés, y compris Robinson, qui a perdu une jambe d'un coup de canon. Incapable de revenir en service actif, il a bénéficié d'une pension de retraite. Au moment de sa mort, il a été le contre-amiral le plus âgé de la Royal Navy.